# Edmilson Araújo
Edmilson Araújo (6. siječnja 1994.) je zelenortski rukometaš. Nastupa za klub CS Minaur Baia Mare i zelenortsku reprezentaciju.
Natjecao se na Svjetskom prvenstvu u Egiptu 2021., gdje je reprezentacija Zelenortske Republike završila na posljednjem, 32. mjestu. Za reprezentaciju je 2 pogotka i to 15. siječnja 2021. protiv Mađarske, kada je njegova momčad izgubila rezultatom 27:34.